# Сент Пол (Ајова)
Сент Пол (енгл. St. Paul) град је у америчкој савезној држави Ајова. По попису становништва из 2010. у њему је живело 129 становника.

## Демографија
Према попису становништва из 2010. у граду је живело 129 становника, што је 11 (9,3%) становника више него 2000. године.
| Група             | 2000.       | 2010.       |
| Белци             | 116 (98,3%) | 127 (98,4%) |
| Афроамериканци    | 0 (0,0%)    | 0 (0,0%)    |
| Азијати           | 0 (0,0%)    | 1 (0,8%)    |
| Хиспаноамериканци | 0 (0,0%)    | 0 (0,0%)    |
| Укупно            | 118         | 129         |